# Povl Carstensen
Povl Erik Carstensen (født 8. juni 1960 i Vangede) er en dansk standupkomiker, forfatter, foredragsholder og jazzmusiker.
Carstensen blev kendt som Aage i tv-makkerparret John & Aage sammen med Morten Lorentzen på den tidligere københavnske tv-kanal Kanal 2 i midten af 1980'erne. Siden blev han en af Danmarks første standupkomikere.
Han er desuden en habil jazz kontrabassist, der blandt andet har indspillet med Fredrik Lundin.